# Grandvillers
Grandvillers é uma comuna francesa na região administrativa do Grande Leste, no departamento de Vosges. Estende-se por uma área de 17.46 km². Em 2010 a comuna tinha 755 habitantes (densidade: 43,2 hab./km²).